# La Peur (film, 1954)
Pour les articles homonymes, voir Angst et La Peur.
Pour plus de détails, voir Fiche technique et Distribution.
La Peur (allemand : Angst, italien : La paura) est un film germano-italien réalisé par Roberto Rossellini, sorti en 1954. La Peur est le dernier film réunissant Ingrid Bergman et Roberto Rossellini.
Il s'agit d'une adaptation de la nouvelle La Peur (Angst) de Stefan Zweig publiée en 1920.

## Synopsis
Irène Wagner, une femme mariée, se sent coupable d'entretenir une relation adultère avec Heinz Baumann, un compositeur. Elle doit beaucoup à son mari, le Pr Wagner, un scientifique réputé travaillant sur les effets du curare, et elle est très attachée aux deux enfants qu'ils ont eu ensemble. Un soir, une femme l'attend à la porte de son garage : elle est l'ancienne petite amie de son amant et, par jalousie, la menace de révéler à son mari la relation adultère d'Irène. Un chantage s'instaure. Peu à peu, Irène va vivre dans l'angoisse quotidienne d'être démasquée. Un soir qu'elle a rendez-vous dans un café avec celle qui la fait chanter, elle apprend qu'en fait c'est son mari qui a tout manigancé. Se sentant perdue, Irène se rend dans le laboratoire de son mari. Au moment où elle va s'injecter une piqure de curare, son mari surgit et s'excuse de l'avoir ainsi manipulée. Irène tombe dans ses bras, enfin libérée de la peur qui la tenaillait.

## Fiche technique
- Titre français : La Peur
- Titre original allemand : Angst
- Titre italien : La paura
- Réalisation : Roberto Rossellini
- Scénario : Sergio Amidei, Franz von Treuberg, Roberto Rossellini, d'après la nouvelle La Peur (Angst) de Stefan Zweig, 1920
- Production : Hermann Millakowsky, Roberto Rossellini
- Musique : Renzo Rossellini
- Photographie : Carlo Carlini et Heinz Schnackertz (de)
- Montage : Jolanda Benvenuti (it) et Walter Boos (de)
- Costumes : Jacques Griffe
- Société de production : Ariston Film, Aniene Film
- Pays d'origine : Allemagne de l'Ouest et Italie
- Format : Noir et blanc - 35 mm - 1,37:1
- Genre : Drame
- Durée : 84 minutes (USA)
- Date de sortie : 5 novembre 1954, Allemagne de l'Ouest
- Date de sortie : 4 juillet 1956, France
- Affiche : André Bertrand (France)

## Distribution
- Ingrid Bergman : Irene Wagner
- Mathias Wieman : Professeur Albert Wagner
- Renate Mannhardt : Luisa Vidor, alias Johann Schultze
- Kurt Kreuger : Heinrich Stoltz, l'amant d'Irène
- Elise Aulinger : Martha, la gouvernante
- Elisabeth Wishchert : Madi Wagner
- Gabriele Seitz : Bubi Wagner
- Edith Schultze-Westrum
- Steffi Stroux
- Annelore Wied
- Rolf Deininger :
- Albert Herz :
- Klaus Kinski : le travesti dans la boite de nuit
- Klara Kraft :
- Jürgen Micksch :

## Autour du film
« Jamais film ne fut moins fignolé que celui-ci, exécuté en moins de trente jours par un cinéaste nerveux, incisif, charnel, impatient et soucieux de capter la vie à sa source, la juste expression d'une actrice à la première prise d'un plan et qui envie au cinéma d'actualités et de reportage sa spontanéité vraie et sa fulgurante vérité. »

— François Truffaut, Arts, no 576, 11-17 juillet 1956
En adaptant la nouvelle de Stefan Zweig, Rossellini lui a apporté quelques changements majeurs : le mari n'est plus avocat mais scientifique et ce n'est pas lui mais son épouse Irène qui dirige l'entreprise, une femme d'affaires accomplie et sûre d'elle-même, très éloignée de la femme craintive décrite par Zweig.
Une version en anglais (Fear) a été tournée en même temps que la version allemande (Angst). Elle comporte des prises de vues différentes et la scène de théâtre de La Bohême de la version allemande a été remplacée par un concert de piano. La version italienne, quant à elle, est basée en grande partie sur le version anglaise. À l'origine, les deux versions avaient deux fins différentes. Dans la version anglaise, Irène part à la campagne, raconte tout à la gouvernante et décide de se consacrer entièrement à l'éducation de ses enfants, alors que dans la versions allemande, elle est sauvée de peu du suicide par son mari et se réconcilie avec lui.